# 科拉塔山
科拉塔山（羅馬化：Zla Kolata），是位於蒙特內哥羅和阿爾巴尼亞兩國國界的一座山峰。科拉塔山高2,534（8,314英尺），是蒙特內哥羅最高峰和阿爾巴尼亞第16高峰。